# Stuart Burrows
James Stuart Burrows (ur. 7 lutego 1933 w Pontypridd, zm. 29 czerwca 2025) – walijski śpiewak operowy, tenor.

## Życiorys
Ukończył studia w Trinity College w Carmarthen. Początkowo pracował jako nauczyciel. W 1959 roku zdobył nagrodę na National Eisteddfod of Wales i rozpoczął występy jako artysta estradowy. Jako śpiewak operowy zadebiutował w 1963 roku z zespołem Welsh National Opera w Cardiff rolą Ismaela w Nabucco. W 1965 roku wystąpił w Atenach w tytułowej roli w operze Igora Strawinskiego Oedipus rex pod batutą kompozytora. W 1967 roku rolą Beppa w Pajacach debiutował na deskach Covent Garden Theatre w Londynie. W 1970 roku wystąpił w Operze Wiedeńskiej, gdzie kreował role Ottavia w Don Giovannim i Tamina w Czarodziejskim flecie. W tym samym roku wykonał rolę Ottavia na festiwalu w Salzburgu pod batutą Herberta von Karajana, W 1971 roku debiutował w tej roli także na deskach Metropolitan Opera w Nowym Jorku.
Zasłynął jako odtwórca partii mozartowskich oraz ról lirycznych w repertuarze włoskim. Kreował m.in. role Tamina w Czarodziejskim flecie W.A. Mozarta, Fausta w Fauście Charles’a Gounoda, Alfreda w Traviacie Giuseppe Verdiego, Leńskiego w Eugeniuszu Onieginie Piotra Czajkowskiego. Dokonał nagrań płytowych pod batutą Georga Soltiego i Colina Davisa.